# Neocomien
| Systeem                                                                                   | Serie     | Etage         | Ouderdom (Ma) |
| ----------------------------------------------------------------------------------------- | --------- | ------------- | ------------- |
| Paleogeen                                                                                 | Paleoceen | Danien        | jonger        |
| Krijt                                                                                     | Boven     | Maastrichtien | 66,0–72,1     |
| Krijt                                                                                     | Boven     | Campanien     | 72,1–83,6     |
| Krijt                                                                                     | Boven     | Santonien     | 83,6–86,3     |
| Krijt                                                                                     | Boven     | Coniacien     | 86,3–89,8     |
| Krijt                                                                                     | Boven     | Turonien      | 89,8–93,9     |
| Krijt                                                                                     | Boven     | Cenomanien    | 93,9–100,5    |
| Krijt                                                                                     | Onder     | Albien        | 100,5–113,0   |
| Krijt                                                                                     | Onder     | Aptien        | 113,0–125,0   |
| Krijt                                                                                     | Onder     | Barremien     | 125,0–129,4   |
| Krijt                                                                                     | Onder     | Hauterivien   | 129,4–132,9   |
| Krijt                                                                                     | Onder     | Valanginien   | 132,9–139,8   |
| Krijt                                                                                     | Onder     | Berriasien    | 139,8–145,0   |
| Jura                                                                                      | Malm      | Tithonien     | ouder         |
| Indeling van het Krijt volgens de ICS. Cursieve ouderdommen hebben een grote onzekerheid. |           |               |               |

Het Neocomien of Neocomium is een geologisch tijdperk in het Vroeg-Krijt. 
De naam Neocomien is verouderd en bovendien in het verleden op meerdere manieren gebruikt. Tegenwoordig gebruiken de specialisten deze naam daarom nauwelijks meer.
De naam Neocomien werd in 1835 voor het eerst gebruikt door J. Thurmann, hij noemde het tijdperk naar het Zwitserse Neuchâtel (Latijn: Neocomum). Thurmann gebruikte de naam voor de tijdsnedes Valanginien, Hauterivien en Barremien. A. von Koenen en Archibald Geikie breidden de definitie later uit tot het gehele Onder-Krijt tot de top van het Albien. De Zwitser Eugène Renevier deelde het Onder-Krijt in in het Neocomien (alleen de etages Berriasien, Valanginien en Hauterivien) en het Urgonien (Barremien tot en met Aptien).
De naam Neocomien werd aan het einde van de 20e eeuw ook door de ICS gebruikt in een driedeling van het Krijt in Neocomien, Gallic en Senonien. Het Neocomien bevat daarbij alleen de onderste drie etages tot en met Hauterivien.